# Nikołaj Iwanow (polityk)
Nikołaj Giennadjewicz Iwanow (ros. Николай Геннадьевич Иванов, ur. 1898 w Rżewie, zm. 1937) – radziecki polityk.

## Życiorys
W 1918 został członkiem RKP(b), 1919-1920 był przewodniczącym Komitetu Wykonawczego Debalcewskiej Rady Powiatowej, a 1924-1925 zastępcą przewodniczącego Komitetu Wykonawczego Donieckiej Rady Gubernialnej. Następnie do 1933 był zastępcą przewodniczącego Komitetu Wykonawczego Północnokaukaskiej Rady Krajowej, od marca 1933 do lipca 1937 przewodniczącym Komitetu Wykonawczego Donieckiej Rady Obwodowej i jednocześnie od 11 czerwca 1933 do 1937 członkiem KC KP(b)U i od 11 lutego 1934 do 1937 członkiem Komisji Kontroli Radzieckiej przy Radzie Komisarzy Ludowych ZSRR. 20 grudnia 1935 został odznaczony Orderem Lenina. W 1937 został aresztowany i następnie rozstrzelany podczas wielkiej czystki.